# Shutter Island
Shutter Island è un film del 2010 diretto da Martin Scorsese.
Il film, con Leonardo DiCaprio, Mark Ruffalo, Ben Kingsley, Michelle Williams, Emily Mortimer e Max von Sydow, è tratto dal romanzo del 2003 L'isola della paura (Shutter Island) di Dennis Lehane.

## Trama
Nel 1954, gli agenti federali Edward Daniels, detto Teddy, e la sua spalla Chuck Aule vengono mandati all'Ashecliff Hospital, su Shutter Island, specializzato nella cura di criminali malati di mente. I due agenti devono indagare sulla scomparsa di Rachel Solando, una paziente rinchiusa in una stanza blindata e svanita nel nulla. Il dottor John Cawley, primario dell'ospedale, spiega che Rachel è stata ricoverata dopo aver affogato e ucciso i suoi tre figli ma, nonostante ciò, lei crede ancora di trovarsi a casa, che i suoi figli siano ancora vivi, e che il personale e i pazienti dell'istituto altro non siano che postini, lattai, fattorini e giardinieri.
Le scogliere che circondano il perimetro dell'isola rendono impossibile a Rachel, fuggita a piedi nudi, di raggiungere le grotte vicine. Teddy ispeziona la cella e trova uno strano foglietto sotto una mattonella, con scritto: "La legge del 4. Chi è 67?". Vedendo poi un faro adiacente all'isola, pensa che la paziente possa nascondersi lì, ma gli viene detto che la donna è stata cercata dappertutto, anche nel faro. Gli agenti, interrogando lo staff dell'ospedale, vengono a conoscenza del fatto che lo psichiatra che ha in cura Rachel, il dottor Sheehan, è partito la mattina stessa per le ferie. L'agente Daniels chiede quindi di poter visionare tutti i fascicoli del personale dell'ospedale, ma Cawley si rifiuta. La stessa notte, Teddy fa uno strano sogno sulla moglie, Dolores Chanal, morta cinque anni prima in un incendio; nel sogno Dolores avverte il marito che Rachel è viva ed è ancora sull'isola, e che si trova lì anche Andrew Laeddis, il piromane che aveva appiccato l'incendio che aveva causato la morte di Dolores stessa.
Il mattino seguente, i due federali interrogano gli altri pazienti che erano con Rachel durante la terapia di gruppo e una di questi scrive a Teddy, di nascosto dall'altro collega, di scappare. Teddy, subito dopo, spiega a Chuck la vera ragione per cui ha accettato il caso: Andrew Laeddis, dopo essere stato trasferito ad Ashecliff, scomparve. Mentre indagava, Teddy incontró un ex paziente, che lo informò del fatto che sull'isola, in realtà, vengono condotti esperimenti su esseri umani.
Improvvisamente viene annunciato che Rachel è stata trovata vicino al faro. Non ha nemmeno un graffio e, nonostante i tentativi di Teddy di scoprire qualcosa in più, la donna non fornisce alcuna informazione di rilievo e finisce per avere una reazione violenta. In seguito, Teddy, nel padiglione C (in cui vengono tenuti i pazienti ritenuti maggiormente pericolosi) trova in una cella George Noyce, l'uomo che l'aveva avvisato degli esperimenti: George lo accusa di averlo percosso violentemente e lo invita a dargli il resto. Manifesta inoltre la sua paura di essere portato al faro e cerca di spronare Ted ad accettare il fatto che la moglie ormai non ci sia più.
Teddy si reca vicino al faro in compagnia di Chuck e, dopo essersi allontanato, scopre al suo ritorno che il suo partner non c'è più. Per scoprire che fine ha fatto quest'ultimo, scende dalla scogliera e scopre una grotta in cui la vera Rachel Solando si sta ancora nascondendo: la donna rivela a Teddy che lei in passato era un medico dell'ospedale, fino a che non scoprì che si stavano effettuando degli esperimenti illegali; a quel punto venne ricoverata come paziente. Spiega inoltre che nell'ospedale vengono utilizzati psicofarmaci per cercare di ottenere e gestire il controllo mentale, con l'obiettivo di creare spie infiltrate da utilizzare nella guerra fredda. Oltre a ciò, lo informa che molto probabilmente lo hanno già drogato (cibo, bevande, sigarette, un paio di aspirine che ha chiesto per una forte emicrania) non appena arrivato sull'isola.
Teddy, riportato all'ospedale dal direttore, riesce a creare un diversivo per scappare e raggiungere il faro; lì disarma la guardia posta all'entrata e sale in cima alla struttura, dove, con suo grande stupore, vi trova Cawley, che lo sta aspettando seduto a un tavolo.
Il dottore, a questo punto, rivela a Teddy che egli è, in realtà, Andrew Laeddis e che il paziente numero 67 dell'ospedale a cui il messaggio si riferiva è proprio lui, tanto che Edward Daniels è un anagramma di Andrew Laeddis. Gli rivela che fu egli stesso a sparare alla moglie, maniaca depressiva, dopo che lei aveva annegato i loro tre bambini. In seguito, come difesa dal dolore e dai sensi di colpa, Andrew Laeddis creò una storia di fantasia in cui lui era un eroe dell'FBI. Egli inventò la figura di Rachel Solando, anagramma di Dolores Chanal (nome da nubile di sua moglie), il tutto per coprire l’illusione e il ricordo di quanto aveva commesso. Già da due anni era sotto le cure del dottor Sheehan, l'uomo che nella sua realtà immaginaria veste i panni della sua spalla, Chuck. Sheehan e Cawley avevano deciso di sperimentare questa sorta di "gioco di ruolo" psichiatrico, permettendo ad Andrew di vivere al di fuori di tutti i suoi deliri, creando questa storia e questi personaggi, assecondandolo per cercare di riportarlo alla realtà. Viene spronato ad accettare questa realtà; in caso contrario la conseguenza sarebbe la lobotomia, praticata nel faro.
Dopo aver faticato a fare propria questa realtà, la memoria di Andrew ritorna e viene sopraffatto dai ricordi. Poco dopo in una stanza con Sheehan e Cawley, da loro interrogato, Andrew ricorda perfettamente come si svolsero gli eventi due anni prima e sembra fare pace col suo passato, accettando quanto raccontato dai due dottori sul faro.
La mattina seguente, però, seduti su alcuni gradini nel giardino della clinica, quando Sheehan (Chuck) gli pone una domanda, Andrew sembra di nuovo vivere nella sua artefatta realtà parallela. Sheehan volge uno sguardo al lontano Cawley e scuote la testa. Prima che Cawley, il dottor Naehring e gli assistenti si avvicinino ad Andrew per portarlo all'interno della struttura per la lobotomia, Andrew chiede al dottor Sheehan se secondo lui sarebbe peggio vivere da mostri o morire da persone perbene, lasciando intendere che è lucido e si sta sottoponendo consapevolmente alla lobotomia, simulando la ricomparsa della psicosi, così da avvicinarsi alla morte senza più dover ricordare il suo tragico gesto. Sheehan mostra come ultima cosa un'espressione sorpresa mentre vede Andrew allontanarsi, intuendo che la sua sia stata una recitazione.

## Produzione
Inizialmente i diritti sul romanzo L'isola della paura furono richiesti dalla Columbia Pictures. Tuttavia la trattativa non si concluse e successivamente gli agenti di Lehane vendettero i diritti alla Phoenix Pictures. La casa di produzione assunse Laeta Kalogridis per rendere il romanzo adatto alla realizzazione di una sceneggiatura: il lavoro durò circa un anno. Nell'ottobre 2007 il progetto passò alla Columbia Pictures e alla Paramount Pictures.
La produzione iniziò il 6 marzo 2008. Durante la produzione il titolo venne temporaneamente modificato in Ashecliffe. In Italia i diritti di distribuzione furono acquisiti dalla Medusa Film.
Le riprese cominciarono a Taunton, Massachusetts, dove venne filmato un flashback, ambientato durante la seconda guerra mondiale, in cui Teddy Daniels, il personaggio interpretato da Leonardo DiCaprio, è un soldato americano che prende parte all'episodio del massacro di Dachau, avvenuto realmente nell'omonimo campo di concentramento nazista, che fu ricostruito nel vecchio complesso industriale di Whittenton Mills. Le scene ambientate nel manicomio furono girate nell'ospedale di Medfield, sempre nel Massachusetts; le scene ambientate sull'isola furono girate sull'isola di Peddocks. Le riprese si conclusero il 2 luglio 2008.

## Distribuzione
Negli Stati Uniti e in Canada, inizialmente, il film doveva uscire il 2 ottobre 2009. La Paramount ha però spostato la data d'uscita al 19 febbraio 2010. In Italia il film è stato distribuito da Medusa Film il 5 marzo 2010.
Shutter Island è uscito in DVD e Blu-ray l'8 giugno 2010 negli Stati Uniti e l'8 agosto 2010 nel Regno Unito. Nel Regno Unito sono uscite due edizioni distinte, una edizione standard e una versione steelbook limitata da collezione.

## Accoglienza

### Critica
Il film ha ricevuto giudizi generalmente positivi. Su Rotten Tomatoes registra un punteggio del 68% sulla base di 259 recensioni. Su Metacritic invece ha un punteggio pari al 63%, su un totale di 37 recensioni.

### Botteghino
Il film ha esordito al 1º posto nella classifica del box office con 41 milioni di dollari. È il secondo film di Martin Scorsese che ha guadagnato di più nel weekend d'apertura, dopo The Wolf of Wall Street, del 2013.
Il film è rimasto al 1º posto nel secondo weekend con 22,2 milioni di dollari. Alla fine, il film ha incassato 128012934 $ in America del Nord e 166790080 $ nei mercati esteri, per un totale di 294804194 $.

## Colonna sonora
Le musiche per la colonna sonora sono state selezionate e curate da Robbie Robertson:
Disco 1
1. Lontano (György Ligeti) - Berhn Philharmonic diretta da Jonathan Nott
2. Fog Tropes (Ingram Marshall) - Orchestra of St. Lukes diretta da John Adams
3. Sinfonia n. 3: Passacaglia - Allegro Moderato (Krzysztof Penderecki) - National Polish Radio Symphony Orchestra diretta da Antoni Wit
4. Music for Marcel Duchamp (John Cage) - Philipp Vandré
5. Hommage à John Cage - Nam June Paik
6. Quattro pezzi (Giacinto Scelsi) - Vienna Radio Symphony Orchestra
7. Lontano (György Ligeti) - Wiener Philharmoniker diretti da Claudio Abbado
8. Rothko Chapel 2 (Morton Feldman) - UC Berkeley Chamber Chorus
9. On the Nature of Daylight - Max Richter
10. Uaxuctum: The Legend of the Mayan City Which They Themselves Destroyed for Religious Reasons - Terzo movimento, (Giacinto Scelsi) - Vienna Radio Symphony Orchestra
11. Pacific Sirens (Robert Erickson) - Cleveland Chamber Shymphony diretta da Edwin London
12. The lost day - Brian Eno
13. Four Hymns: II for Cello and Double Bass (Alfred Schnittke) - Torleif Thedéen ed Entcho Radoukanov

Disco 2
1. Christian Zeal and Activity (John Adams) - The San Francisco Symphony diretta da Edo de Waart
2. Suite for Symphonic Strings: Nocturne (Lou Harrison) - The New Professionals Orchestra diretta da Rebecca Miller
3. Lizard Point (Brian Eno-Michael Beinhorn) - Brian Eno
4. Root of an Unfocus (John Cage) - Boris Berman
5. Prelude - The Bay - Ingram Marshall
6. Wheel of Fortune - Kay Starr
7. Tomorrow Night - Lonnie Johnson
8. This Bitter Earth - On the Nature of Daylight - Dinah Washington e Max Richter

## Riconoscimenti
- 2010 - National Board of Review
  - Migliori dieci film
  - Production Design Award a Dante Ferretti